# Little Audrey

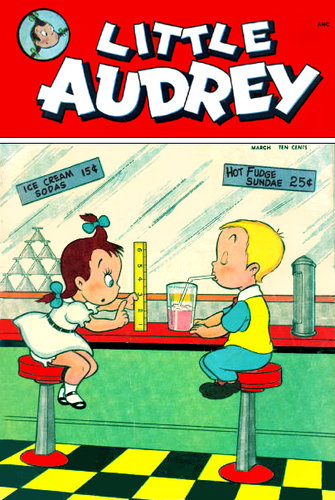
La piccola Audrey, 1950.

Little Audrey è un personaggio dell'omonimo cartone animato prodotto da Famous Studios e disegnato in classico stile anni 1950. La piccola Audrey è stato un personaggio preferito tra tutti gli uomini americani ed è rivolto principalmente a un pubblico adulto maschile.
La piccola Audrey ha una fervida immaginazione e una predisposizione a mettersi nei guai. Armata di una parlantina pungente, di grande humor e di una risata impertinente, è un'adorabile piccola peste.